# Okahumpka
Okahumpka es un lugar designado por el censo ubicado en el condado de Lake en el estado estadounidense de Florida. En el Censo de 2010 tenía una población de 267 habitantes y una densidad poblacional de 417,37 personas por km².

## Geografía
Okahumpka se encuentra ubicado en las coordenadas 28°44′45″N 81°53′46″O / 28.74583, -81.89611. Según la Oficina del Censo de los Estados Unidos, Okahumpka tiene una superficie total de 0.64 km², de la cual 0.64 km² corresponden a tierra firme y (0%) 0 km² es agua.

## Demografía
Según el censo de 2010, había 267 personas residiendo en Okahumpka. La densidad de población era de 417,37 hab./km². De los 267 habitantes, Okahumpka estaba compuesto por el 81.27% blancos, el 3.37% eran afroamericanos, el 0.37% eran amerindios, el 0.37% eran asiáticos, el 0% eran isleños del Pacífico, el 9.74% eran de otras razas y el 4.87% pertenecían a dos o más razas. Del total de la población el 11.99% eran hispanos o latinos de cualquier raza.